# Desargues (kráter)

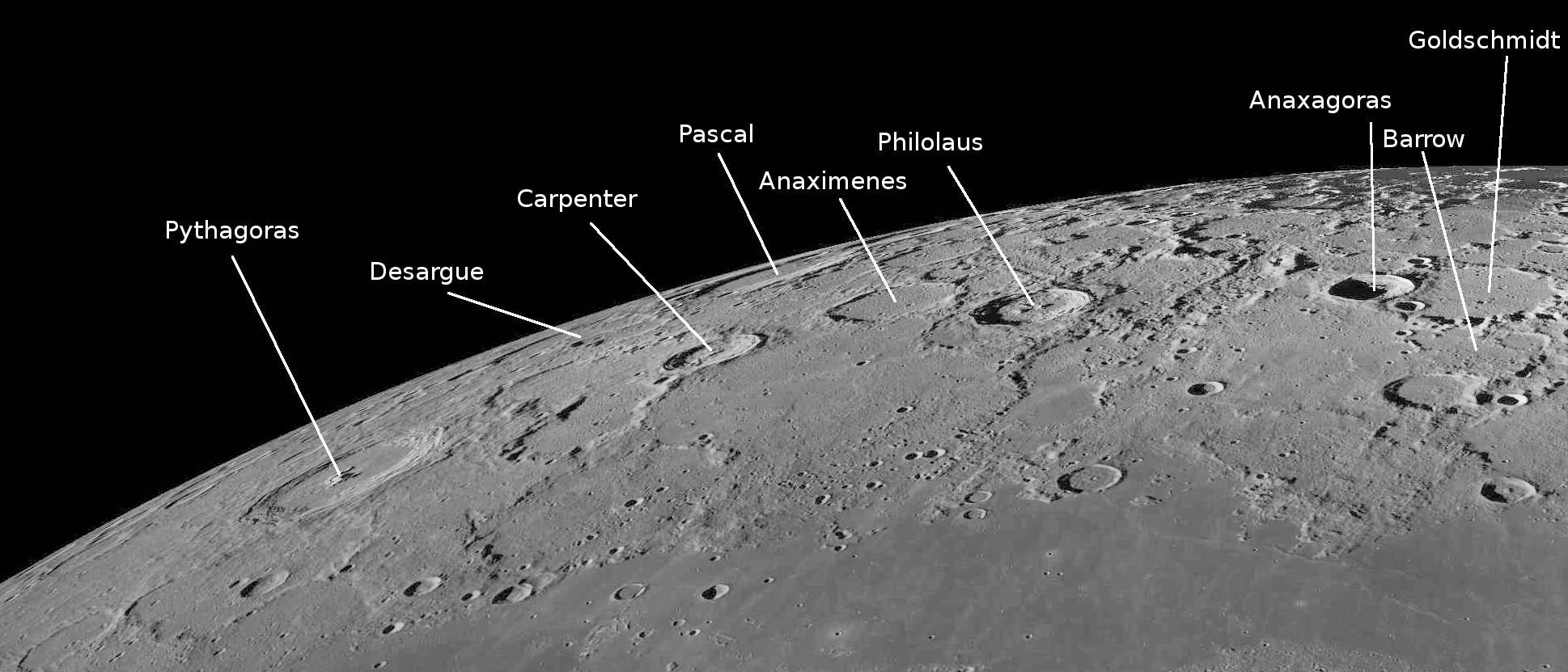
Poloha kráteru Desargues na snímku severozápadní části přivrácené strany (je chybně označen jako Desargue).

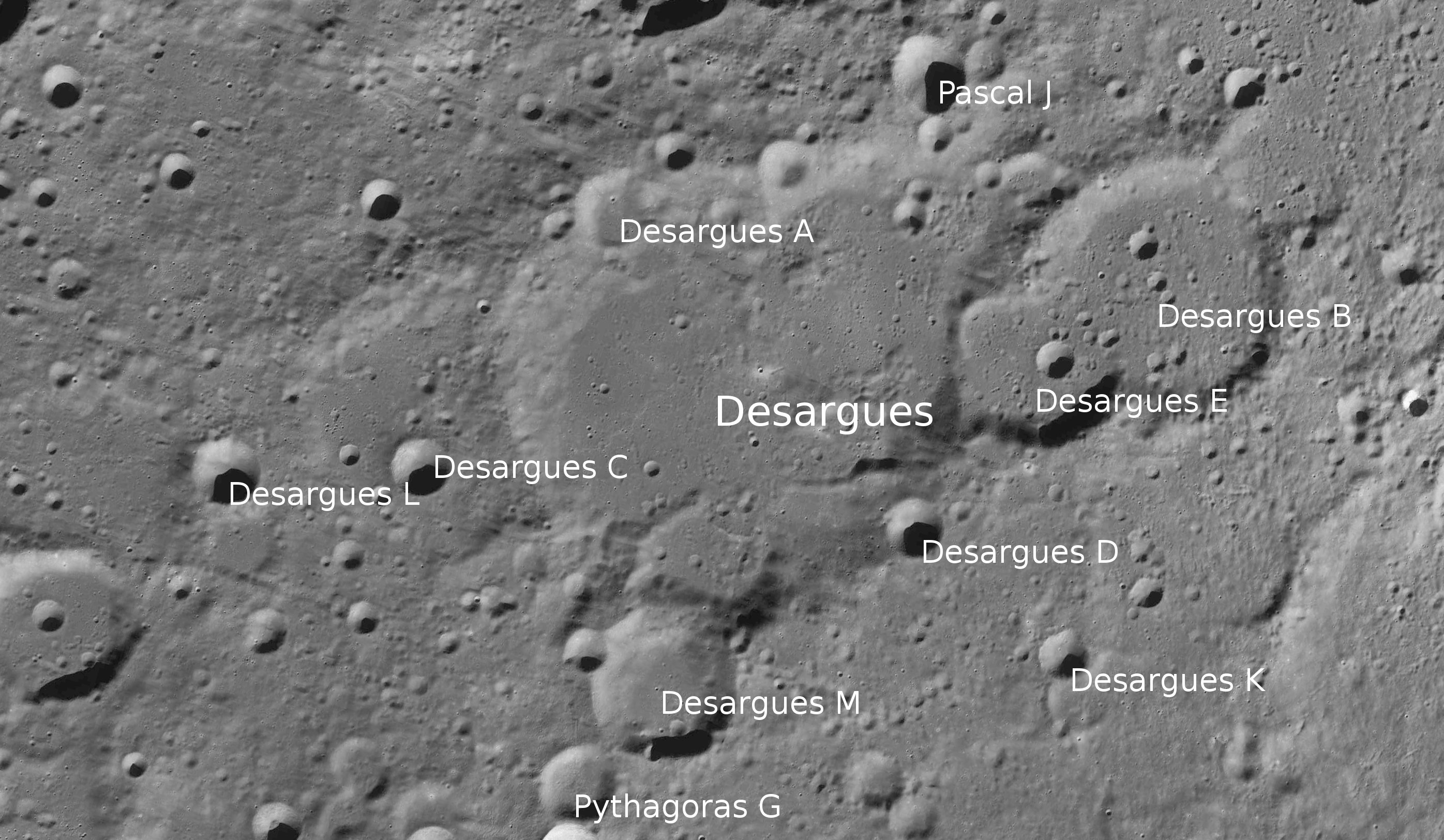
Poloha kráteru Desargues.

Desargues je starý měsíční kráter nacházející se u severozápadního okraje přivrácené strany Měsíce. Ze Země je díky tomu pozorovatelný značně zkresleně. Jeho tvar je poznamenán dopadem meteoritů a následným vznikem dalších kráterů. Okrajový val je velmi nepravidelný, dobře patrná je pouze jeho západní část. Nemá centrální formaci středových vrcholků. Jeho dno je ploché.
Desargues má průměr 85 km. Severně leží kráter Pascal a jihovýchodně pak výrazný kráter Pythagoras.

## Název
Pojmenován byl na počest francouzského matematika a inženýra Gérarda Desarguese.

## Satelitní krátery
V okolí kráteru se nachází několik dalších kráterů. Ty byly označeny podle zavedených zvyklostí jménem hlavního kráteru a velkým písmenem abecedy.
| Desargues | Sel. šířka | Sel. délka | Průměr |
| --------- | ---------- | ---------- | ------ |
| A         | 71.4° S    | 75.3° Z    | 30 km  |
| B         | 70.7° S    | 65.0° Z    | 50 km  |
| C         | 69.7° S    | 78.4° Z    | 12 km  |
| D         | 69.3° S    | 69.6° Z    | 11 km  |
| E         | 70.2° S    | 67.4° Z    | 31 km  |
| K         | 68.5° S    | 67.2° Z    | 10 km  |
| L         | 69.6° S    | 82.2° Z    | 13 km  |
| M         | 68.4° S    | 73.9° Z    | 30 km  |